# جی ۱۹۶–۳
جی ۱۹۶–۳ یک ستاره است که در صورت فلکی خرس بزرگ قرار دارد.